# Sergueï Andrievski
Sergueï Andrievski (en russe : Сергей Андриевский) est un joueur russe de volley-ball né le 19 novembre 1989. Il mesure 1,90 m et joue attaquant.

## Clubs
| Club                     | De        | À         |
| ------------------------ | --------- | --------- |
| Goubernia Nijni Novgorod |           |           |
| Samotlor Nijnievartovsk  |           |           |
| Dinamo Krasnodar         |           | 2012-2013 |
| Prikame Perm             | 2013-2014 | ...       |

## Palmarès
Néant.